# Луцюк Павло Сергійович
Луцюк Павло Сергійович (3 жовтня 1956, смт. Млинів Млинівського району Рівненської області) — заслужений юрист України, доктор юридичних наук.
Віце-президент Спілки адвокатів України, голова Рівненської обласної кваліфікаційно-дисциплінарної комісії адвокатури, голова Рівненського обласного відділення Спілки адвокатів, член Вищої кваліфікаційної комісії суддів України (з 03.07.2015 - 02.07.2019).

## Освіта
- 1974 — закінчив Млинівську середню школу № 1.
- 1981 — закінчив Харківський юридичний інститут.

Кандидат юридичних наук, дисертаційне дослідження на тему: «Особливості процесуального доказування в ході дослідження дорожньо-транспортних пригод, вчинених в несприятливих умовах» (2009).
З 2017 року доктор юридичних наук.

### Громадська і професійна діяльність
- Віце-президент Спілки адвокатів України,
- Голова Рівненського обласного відділення Спілки адвокатів,
- Голова Рівненської обласної кваліфікаційно-дисциплінарної комісії адвокатури.
- з 3 липня 2015 — член Вищої кваліфікаційної комісії суддів України.
- 15 лютого 2019 року з'їздом адвокатів України Луцюку П. С. (висловлено недовіру та звільнено з посади члена Вищої кваліфікаційної комісії суддів України).

Постановою Волинського адміністративного суду вказане рішення з' їзду адвокатів України скасовано. З таким рішенням погодилася апеляційна іністанція та Верховний Суд (справа № 460/354/19).
Після завершення каденції у Вищій кваліфікаційній комісії суддів України (03.07.2019 року) займається науковою діяльністю.
Неодноразово репрезентував українську адвокатуру в країнах Європи.

### Публікації
- «Відшкодування страховими компаніями шкоди завданої в результаті ДТП»;
- «Особливості розгляду деяких категорій справ про поділ майна»;
- «Розгляд справ про відшкодування моральної шкоди»;
- «Дорожній фактор в системі причин ДТП»;
- «Досудове слідство і судовий розгляд справ про ДТП»;
- та ін.

## Статки
- 2017 — вказав 2,7 млн грн зарплати на посаді члена ВККС. На банківських рахунках задекларовано 249,9 тис. рублів у «Сбербанку Росії » (кошти дружини - росіянки, яка отримала їх у спадщину після смерті батьків) та 408 тис. грн, заощадження — 430 тис. грн.
- за квітень 2018 року задекларовано 248 тис. грн зарплати[2][3]

## Інше
Володіє українською, російською, французькою мовами.

## Сім'я
Одружений, виховує двох синів та чотирьох внуків.